# Список земноводних Норвегії
Цей список є списком видів земноводних, спостережених на території Норвегії. Через холодний клімат у фауні Норвегії зустрічається лише п'ять видів земноводних: три види жаб та два види саламандр.

## Ряд Хвостаті (Caudata)
Представники ряду Хвостаті відрізняються від інших сучасних земноводних видовженим тілом та наявністю у дорослих тварин хвоста. До нього відносяться саламандри та тритони. Налічує понад 580 видів, з них у Норвегії трапляється 2 види.

### Родина Саламандрові (Salamandridae)
| Українська назва                     | Норвезька назва | Латинська назва      | Автор таксона  | Статус МСОП | Поширення у Норвегії                                                           | Зображення |
| Ряд: Хвостаті (Caudata)              |                 |                      |                |             |                                                                                |            |
| Родина: Саламандрові (Salamandridae) |                 |                      |                |             |                                                                                |            |
| Тритон звичайний                     | Småsalamander   | Lissotriton vulgaris | Linnaeus, 1758 | LC          | У південній і східній Норвегії, а також у Треннелагу                           |            |
| Тритон гребінчастий                  | Storsalamander  | Triturus cristatus   | Laurenti, 1768 | LC          | Є три зони поширення: навколо Осло-фіорду, у Західній Норвегії та у Треннелагу |            |

## Ряд Безхвості (Anura)
До ряду відносяться жаби та ропухи. Ряд налічує понад 6000 видів, з яких у Норвегії трапляється три види.

### Родина Ропухові (Bufonidae)
| Українська назва             | Норвезька назва | Латинська назва | Автор таксона  | Статус МСОП | Поширення у Норвегії                   | Зображення |
| Ряд: Безхвості (Anura)       |                 |                 |                |             |                                        |            |
| Родина: Ропухові (Bufonidae) |                 |                 |                |             |                                        |            |
| Ропуха звичайна              | Nordpadde       | Bufo bufo       | Linnaeus, 1758 | LC          | По всій Норвегії на північ до Нурланну |            |

### Родина Жаб'ячі (Ranidae)
| Українська назва          | Норвезька назва | Латинська назва | Автор таксона  | Статус МСОП | Поширення у Норвегії                                                       | Зображення |
| Ряд: Безхвості (Anura)    |                 |                 |                |             |                                                                            |            |
| Родина: Жаб'ячі (Ranidae) |                 |                 |                |             |                                                                            |            |
| Жаба гостроморда          | Spissnutefrosk  | Rana arvalis    | Nilsson, 1842  | LC          | Навколо Осло-фіорду від шведського кордону до Шієна, а також в Еуст-Агдері |            |
| Жаба трав'яна             | Buttsnutefrosk  | Rana temporaria | Linnaeus, 1758 | LC          | Поширена по всій країні до висоти 1000 м над рівнем моря.                  |            |